# Oberstollnkirchen
Oberstollnkirchen ist ein Gemeindeteil der Stadt Dorfen auf der Gemarkung Stollnkirchen im oberbayerischen Landkreis Erding.

## Lage
Der Weiler Oberstollnkirchen liegt am Nordufer der Goldach, etwa 800 m südwestlich des Rastplatzes Fürthholz der Autobahn A 94. Er liegt an der östlichen Grenze des Landkreises Erding am nördlichen Rand des Gattergebirges.

## Geschichte
Oberstollnkirchen gehörte zu der dem bayerischen Kurfürstentum eingegliederten Grafschaft Haag, bis diese 1806 aufgelöst wurde. 1818 entstand mit dem Gemeindeedikt die Gemeinde Stollnkirchen mit den Gemeindeteilen Ober- und Unterstollnkirchen. Am 25. November 1864 wurde sie in die Gemeinde Schwindkirchen eingemeindet. Schwindkirchen mit seinen 21 Gemeindeteilen lag zunächst im Bezirksamt Wasserburg und kam dann am 1. Januar 1880 zum Bezirksamt Mühldorf. Schließlich kam am 1. Juli 1972 die Gemeinde Schwindkirchen und mit ihr die Orte Ober- und Unterstollnkirchen an die Stadt Dorfen und damit den Landkreis Erding.

## Bevölkerungsentwicklung
Um 1871 gab es in Oberstollnkirchen 14 Einwohner. Um 1950 stieg die Bevölkerungszahl in der Nachkriegszeit des Zweiten Weltkriegs auf 23 Einwohner an. Im Mai 1987 lebten dort 17 Einwohner in drei Wohngebäuden.
| Jahr      | 1871 | 1925 | 1950 | 1970 | 1987 |
| Einwohner | 14   | 18   | 23   | 14   | 17   |